# Gamma ventricosum
Gamma ventricosum är en stekelart som först beskrevs av Henri Saussure 1852.  Gamma ventricosum ingår i släktet Gamma och familjen Eumenidae. Utöver nominatformen finns också underarten G. v. peruvianum.